# Loxogramme abyssinica
Loxogramme abyssinica là một loài thực vật có mạch trong họ Polypodiaceae. Loài này được (Baker) M.G. Price miêu tả khoa học đầu tiên năm 1984.